# Kruiskapel (Grathem)
De Kruiskapel is een kapel in Grathem in de Nederlandse gemeente Leudal. De kapel staat aan de Uffelsebeek bij de kruising van de Gulden Eind, Beeklaan en Breestraat in het zuidoosten van het dorp.
De kapel is gewijd aan het kruis.

## Geschiedenis
In 1976 werd de kapel door de schutterij St. Severinus gebouwd, omdat zij beloofd had de tijdens de Tweede wereldoorlog verwoeste Sint-Antoniuskapel te vervangen.

## Gebouw
De open bakstenen kapel is opgetrokken op een rechthoekig plattegrond en wordt gedekt door een zadeldak met leien. De kapel bestaat uit vier bakstenen kolommen die het dak dragen, waarbij tussen de achter twee kolommen een achtermuur gemetseld is. Aan de voorzijde is een windbord bevestigd met de vorm van een accoladeboog.
In de kapel is tegen de achterwand een groot houten kruis met corpus bevestigd.